# Pieter-Jozef Verhaghen
Pieter-Jozef Verhaghen (Aarschot, 19 marzo 1728 – Lovanio, 3 aprile 1811) è stato un pittore fiammingo specializzato in soggetti religiosi e mitologici.
È considerato come il più tardo rappresentante della cosiddetta «Scuola di pittura fiamminga» e continuatore, tra fine del XVIII secolo e l'inizio del XIX secolo della pittura barocca fiamminga ispirata da Rubens. In vita fu particolarmente apprezzato e poté godere della protezione di importanti mecenati e istituzioni religiose.

## Biografia
Pieter-Jozef nacque in una famiglia di notabili di Aarschot: sia il nonno che il padre erano medici chirurghi. Ma Pieter-Josef e il fratello maggiore Jan-Jozef Verhaghen (1726-1795) ruppero con la tradizione di famiglia e scegliendo di diventare pittori. Quanto al maggiore rimase noto col nomignolo di  Potteke [vasetto] Verhaghen, perché era uso raffigurare oggetti umili come utensili da cucina, pentole e scodelle.

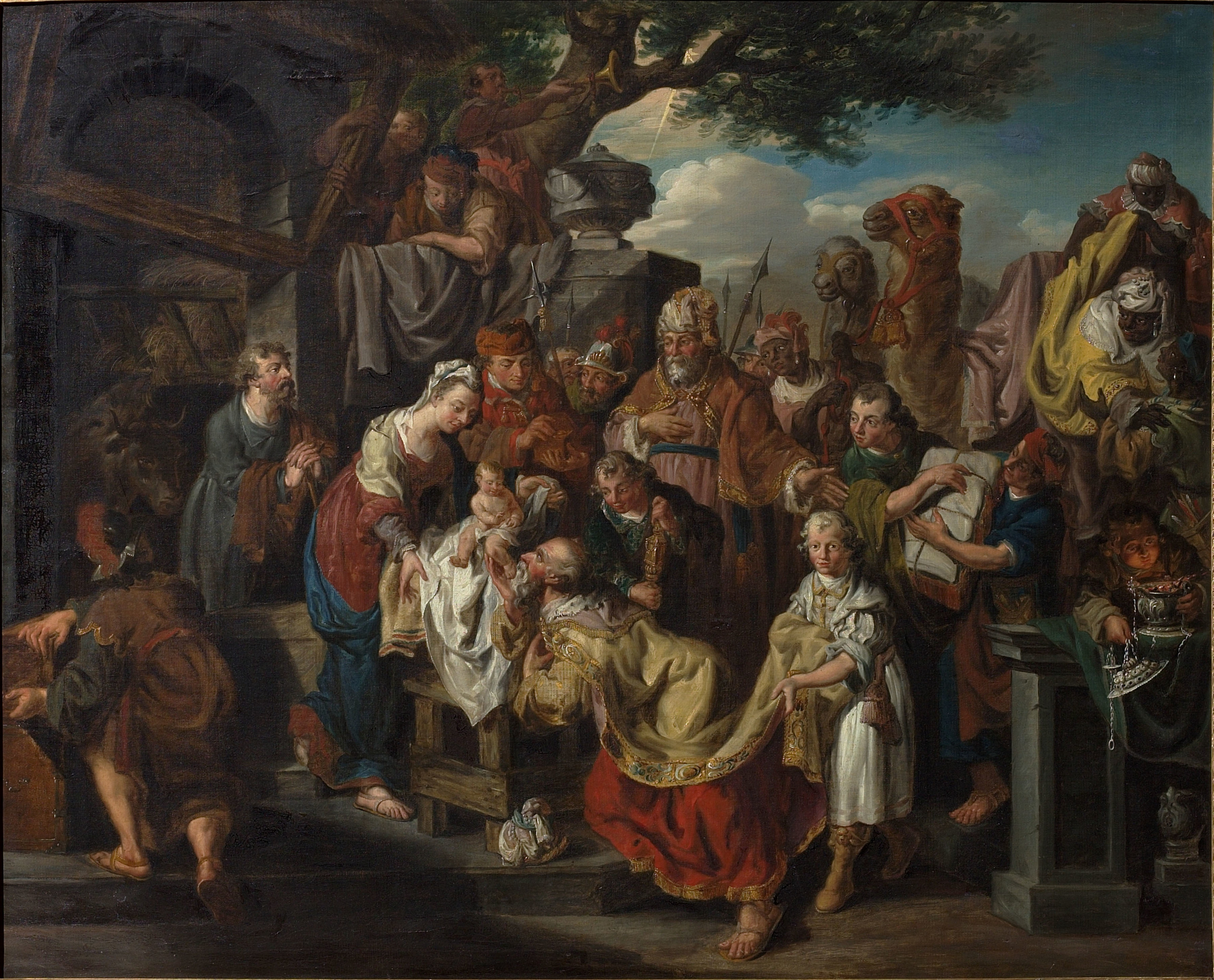
Adorazione dei Magi, Seminario minore, Malines

Pieter-Jozef Verhaghen deve la sua carriera di artista ad un incontro tutto sommato casuale. Da giovinetto amava molto disegnare e quando nel 1741 seppe che il pittore itinerante e restauratore Jan-Baptist van den Kerckhoven (c. 1709-1772) stava lavorando su un vecchio dipinto nella Onze-Lieve-Vrouwekerk del paese, gli mostrò alcuni dei suoi disegni. Van den Kerckhoven ne riconobbe immediatamente il talento e convinse il padre Willem Verhaghen a fargli studiare la pittura. Il giovane allora rimase col suo nuovo maestro muovendosi con lui nelle città dei dintorni per eseguire decorazioni e restauri. Quando van den Kerckhoven fu chiamato più lontano per un lavoro, il padre non gli permise però di seguirlo. Verhaghen nei successivi due anni successivi continuò lo studio copiando delle stampe e nel 1744 si trasferì ad Anversa per continuare la formazione presso Balthasar Beschey .  In questa bottega Verhaghen studiò le opere del XVII secolo.Nello stesso periodo si iscrisse alla Accademia reale di belle arti di Anversa dove ha apprese il disegnare dal vero con modelli. In seguito, anche il fratello Jan-Jozef si trasferì ad Anversa, e qui visse lavorando mentre prendeva lezioni d'arte. Nel 1747 Pieter-Jozef tornò ad Aarschot per vivere con i genitori.

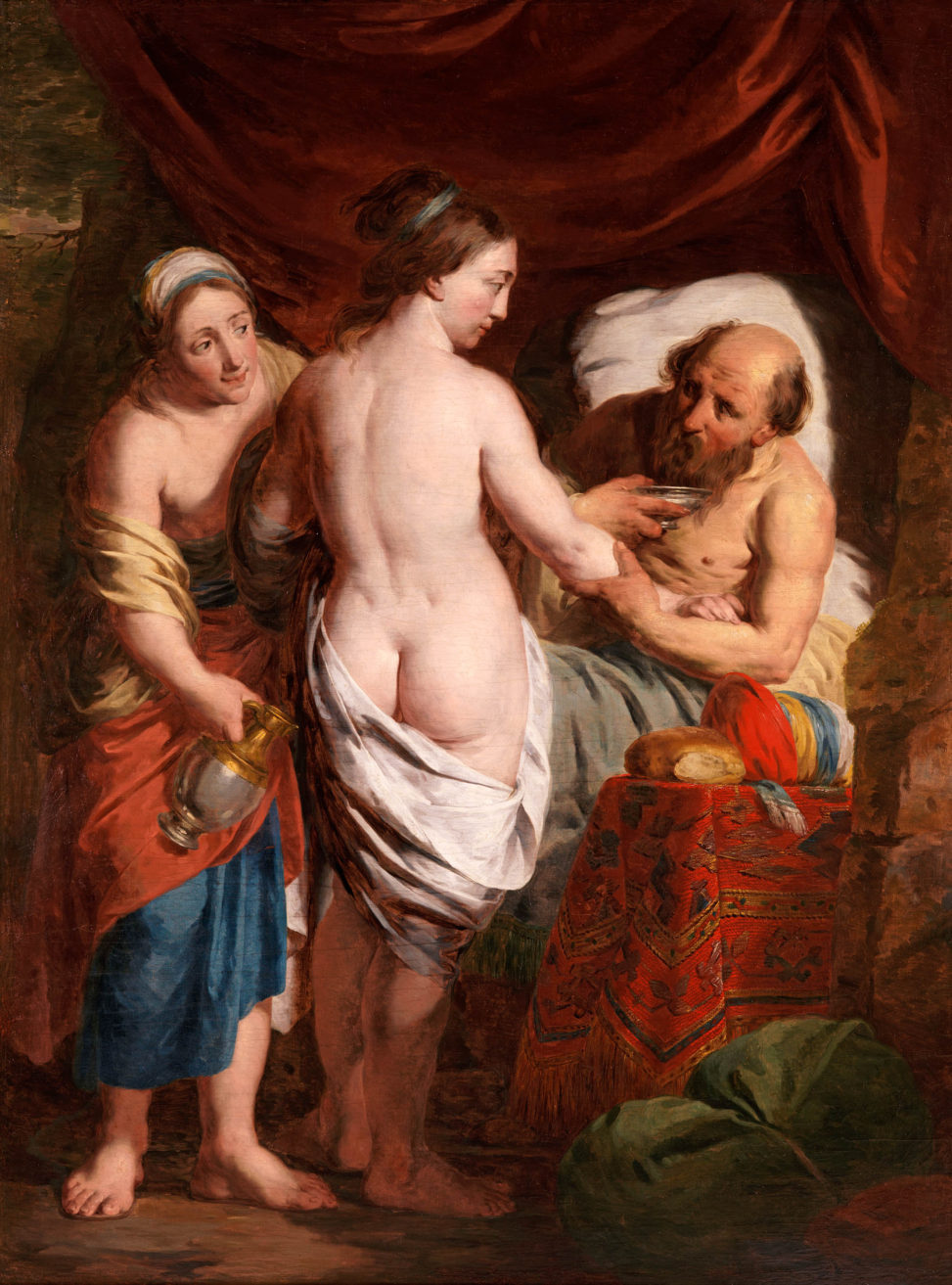
Lot e le sue figlie, M – Museum Leuven, Lovanio

Nel 1749 fu richiesto a Lovanio dal birraio Guilliam Vrancx per decorare in stile Luigi XV i saloni della sua casa. Vrancx, un influente uomo d'affari, e più tardi anche borgomastro di Lovanio, introdusse il giovane artista nell'ambiente borghese cittadino. Non molto tempo dopo il suo arrivo a Lovanio, Verhaghen isi invaghì di Johanna Hensmans, figlia di un distillatore, e invece di tornare ad Anversa per riprendere gli studi, decise di rimanere, per sposarla nel 1753. La coppia ebbe sette figli (quattro maschi e tre femmine). Verhaghen aprì un piccolo laboratorio mentre la moglie gestiva un negozio di filati e biancheria e nel 1754 l'artista divenne formalmente cittadino di Lovanio. In questi primi anni della sua carriera fu principalmente attivo come ornatista. Contava tra i suoi mecenati membri della borghesia e dell'ambiente universitario di Lovanio. Per i laureati dell'Università che non appartenevano all'aristocrazia dipinse emblemi da appendere sopra la porta di casa. Poi iniziò anche a ricevere commissioni per opere più grandi con temi religiosi, in cui ebbe modo di meglio esprimere la sua creatività. Si tratta degli undici dipinti per la cappella dell'Università, due tele per la sala capitolare dell'Abbaye de Parc-le-Duc e una serie di dipinti per la chiesa domenicana di San Quintino. Tutte opere che rivelano la sua aspirazione a imitare gli esempi di Rubens e Gaspar de Crayer. Poté prendere come esempio de Crayer dato che erano presenti parecchie opere di questo artista nelle chiese di Lovanio. Gradualmente trovò clienti anche fuori Lovanio e degli immediati dintorni e dipinse così le pale d'altare per delle chiese a Turnhout, Halle e Gand. Fu anche attivo come ritrattista. 

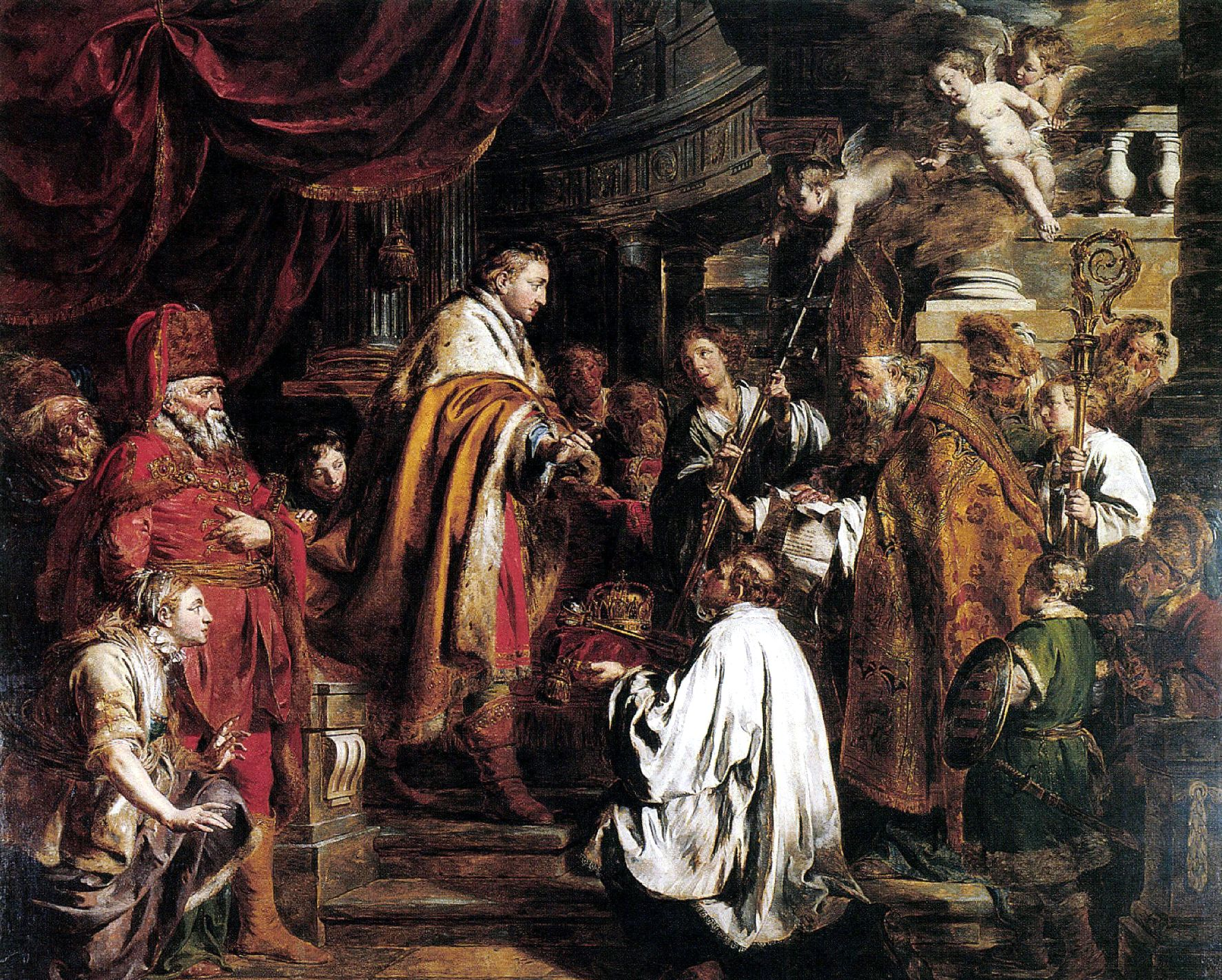
Il re ungherese Santo Stefano riceve gli inviati del Papa che gli portano la corona, Szépművészeti Múzeum, Budapest

Il banchiere di Bruxelles Daniel Danoot presentò Pieter-Jozef Verhaghen al principe Carlo Alessandro di Lorena, governatore dei Paesi Bassi austriaci . All'epoca Verhaghen stava lavorando su una commissione per il duca Karl von Koblenz raffigurante il Re ungherese Santo Stefano riceve gli inviati del papa che gli portano la corona. Von Koblenz morì prima che il pittore avesse terminato la commissione, e così l'opera finita fu offerta al principe Carlo che dovette chiedere l'autorizzazione per l'acquisto all'imperatrice Maria Teresa. La sovrana austriaca, acconsentì e quando le giunse l'opera, fu sorpresa dalla sua qualità e decise di sostenere l'evoluzione dell'artista finanziandogli un viaggio di studio in Italia. assieme alla sua famiglia della durata di due anni.
Nel maggio 1771 Verhaghen venne nominato pittore di corte del principe Carlo Alessandro e nello stesso mese si mise in viaggio assieme al figlio maggiore Willem (futuro sacerdote). Viaggiò prima a Parigi, poi proseguì per Lione fino a Torino dove venne ricevuto a corte. Si spostò poi a Milano, Parma, Piacenza e Bologna per giungere a Roma ai primi di agosto del 1771. Si stabilì a Roma per un anno e mezzo ma in quel periodo visitò anche Napoli. Papa Clemente XIV concesse udienza all'artista e accordò l'indulgenza plenaria, a lui, alla sua famiglia fino al terzo grado e ad altre trenta persone di sua scelta. Infine impose anche personalmente la tonsura al figlio dell'artista, Willem. 

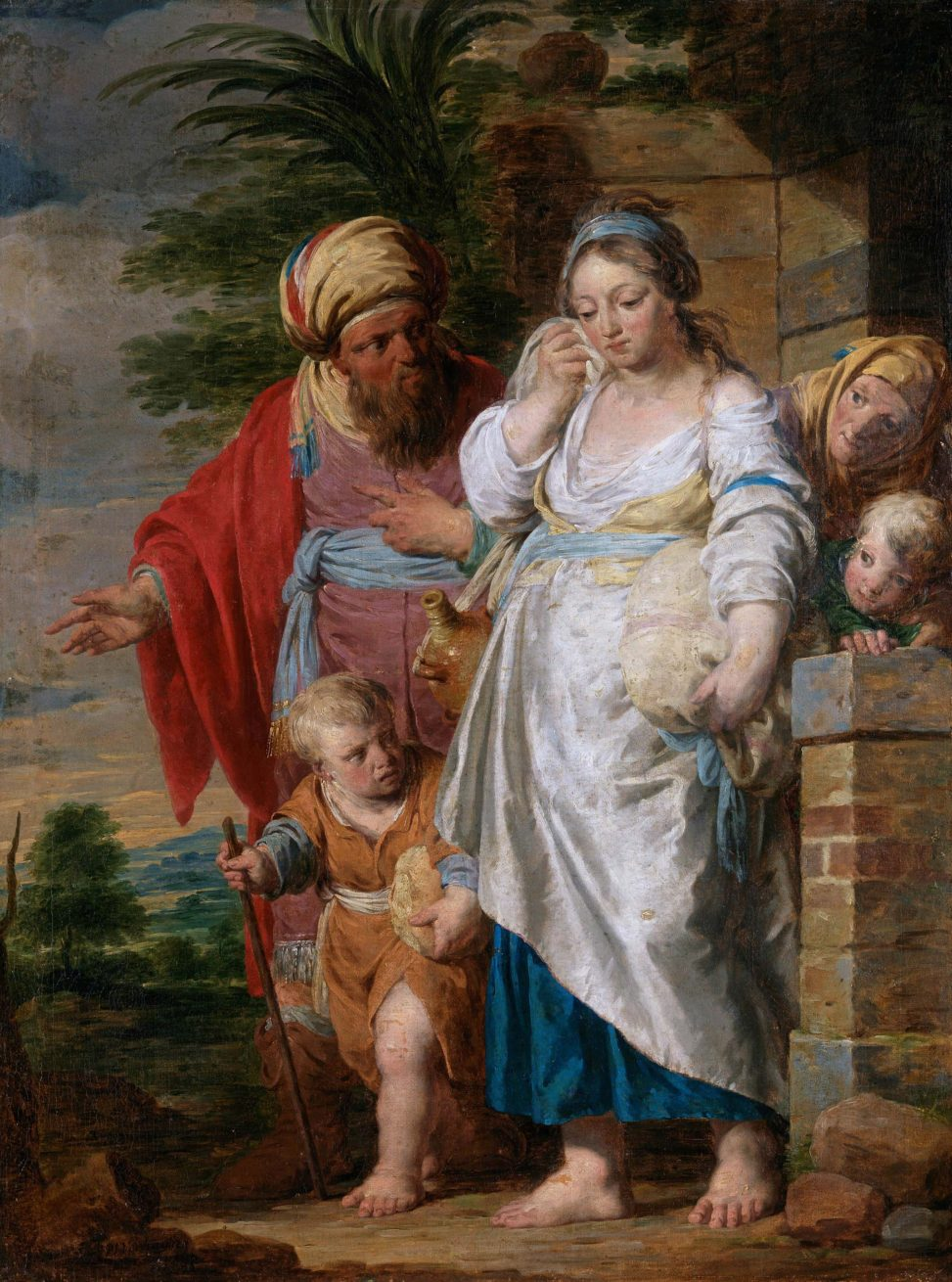
Agar e Ismaele banditi da Abramo, M – Museum Leuven, Lovanio

Finito il soggiorno romano Verhaghen, passando per la Toscana e Venezia, si recò a Vienna dovei giunse il 9 giugno 1773. Nella capitale fu ricevuto in udienza per due volte dall'imperatrice che lo gratificò conferendogli il titolo di "primo pittore di corte". Quando tornò in patria nell'ottobre 1773, fu accolto come una sorta di eroe nazionale in diverse città, tra cui la natia Aarschot, la adottiva Lovanio e Anversa. Il pittore e poeta di Lovanio Martin van Dorne compose un breve poema didattico, in cui evocava tutte le opere eseguite dal prolifico Verhaghen.  La reputazione del pittore era aumentata talmente che molte istituzioni vollero possedere suoi dipinti.  Un successo garantito dalla capacità di dipingere rapidamente e dalla efficiente organizzazione della bottega appresa da Balthasar Beschey.
Gli enti religiosi erano i suoi clienti più importanti, cosa contrastata dagli sforzi del governo austriaco intesi a contenere l'influenza della Chiesa cattolica. L'invasione dei Paesi Bassi meridionali da parte delle truppe francesi nel 1790 pose un ulteriore freno all'attività dell'artista. Due dei figli, Willem, parroco a Schaerbeek, e Joris-Jozef, canonico dell'Abbaye de Parc-le-Duc, dovettero rifugiarsi presso la sua casa dell'artista per sfuggire alle persecuzioni dei nuovi governanti francesi. Solo dopo il Concordato del 1801 stipulato tra Napoleone e papa Pio VII nel 1801, le tensioni religiose diminuirono e Pieter-Jozef riuscì ad ottenere alcuni nuovi ordini, soprattutto da privati. Ma il tempo delle sue grandi composizioni storiche era passato.
Il 26 ottobre 1800 molti artisti di Lovanio come Martin van Dorne, François Xavier Joseph Jacquin, Josse-Pieter Geedts, Frans Berges, Gillis Goyers e Antoon Clevenbergh avevano costituito una società per promuovere l'istituzione di un'accademia a Lovanio, Verhaghen ne fu eletto come direttore onorario. Dopo esser stato colpito da un ictus nel 1809, l'artista non poté più lavorare per tutti gli ultimi anni di sua vita. Perse anche il figlio maggiore e la moglie nell'anno 1810.
L'interesse per il suo lavoro era già in declino da tempo, quando morì il 3 aprile 1811.

## Opere

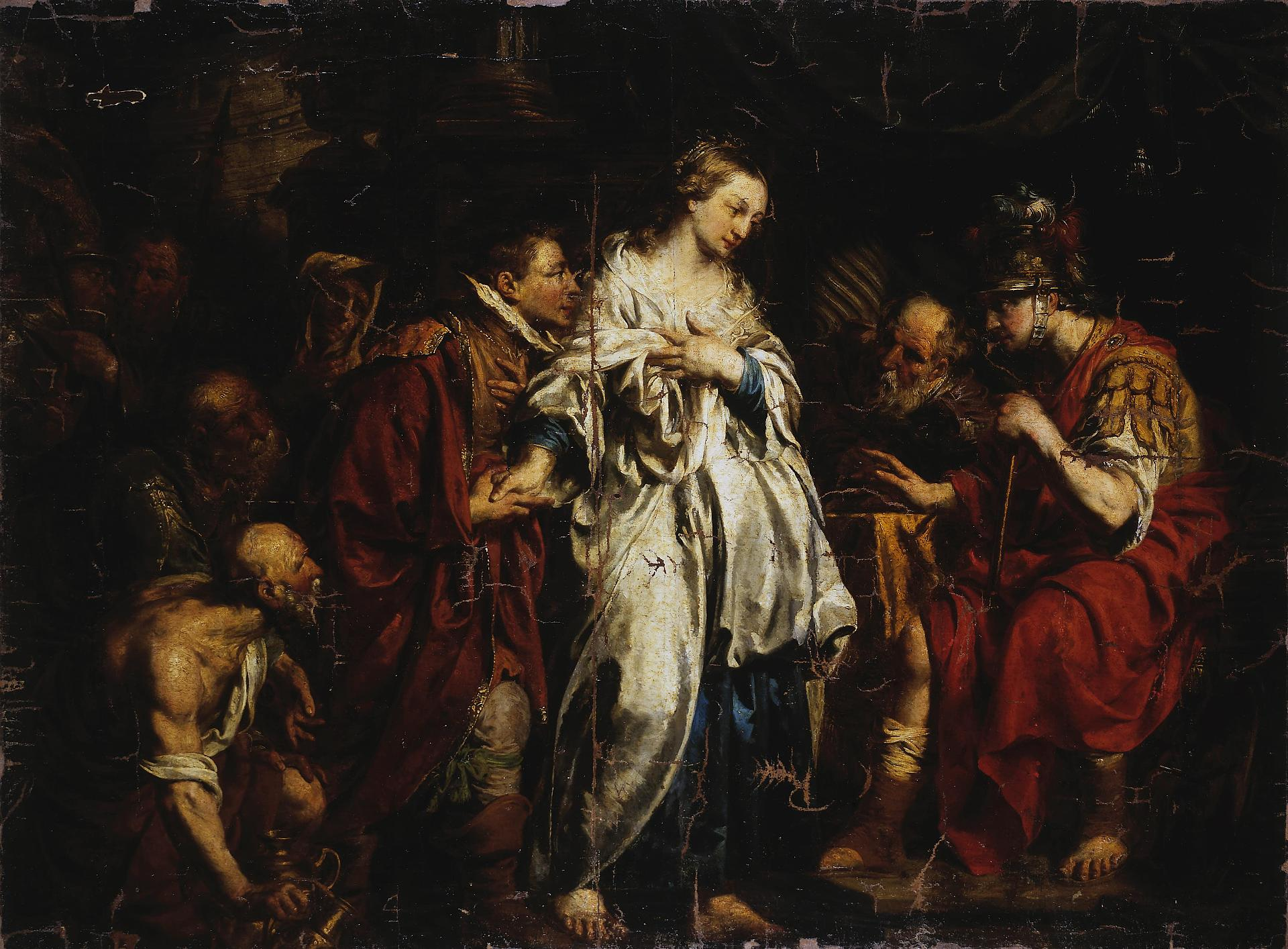
La magnanimità di Scipione l'Africano, Ermitage, San Pietroburgo

Verhaghen fu un pittore molto prolifico e realizzò composizioni religiose o mitologiche, nonché alcuni ritratti. Fu uno dei pittori più produttivi dei Paesi Bassi austriaci dipingendo oltre 300 opere. Ai suoi tempi fu apprezzato come un notevole colorista e considerato uno dei pittori più importanti che lavoravano nei Paesi Bassi meridionali. Eccelleva principalmente nelle grandi scene storiche per le quali era richiesto in tutte le Fiandre. Ebbe meno successo come ritrattista perché si trovava insoddisfacente la somiglianze con i modelli.  I ritratti degli abati Simon Wouters di Lovanio e Adriaan Trudo Salé di Averbode restano come rari esempi di questa attività; entrambi risalgono al 1779 e mostrano gli abati nel loro studio raffigurati con i simboli del loro status.
Dal punto di vista stilistico è considerato un tardivo rappresentante del barocco fiammingo, debitore dei grandi maestri fiamminghi del XVII secolo come Rubens, van Dyck, Jordaens e Caspar de Crayer. Si schierò anche con altri artisti del suo tempo, come Willem Jacob Herreyns un continuatore della tradizione fiamminga della scuola di Anversa, contro artisti come Cornelis Cels che cercavano ispirazione nelle nuove correnti del neoclassicismo diffuso dai francesi.
Molte delle sue opere sono ancora conservate negli originali luoghi di destinazione sparsi per il Belgio, tra cui la chiesa di San Quintino a Lovanio, l'abbazia di Averbode e l'Abbaye de Parc a Heverlee.